# Santa Cruz Cabrália
Santa Cruz Cabrália este un oraș în statul Bahia (BA) din Brazilia.